# Gardner Pinnacles
Die Gardner Pinnacles (hawaiisch: Pūhāhonu) sind zwei zusammengehörige, unbewohnte Felsinseln im Pazifischen Ozean. Die schwer zugängliche Doppelinsel gehört zur Gruppe der Nordwestlichen Hawaii-Inseln und liegt rund 950 km nordwestlich von Oʻahu.

## Geografie
Die Gardner Pinnacles, gelegentlich auch Gardner Island oder Gardiner Island (nicht zu verwechseln mit Gardiners Island) genannt, bestehen aus zwei unterschiedlich großen Felsspitzen: Big Rock und nordwestlich davon Little Rock. Big Rock, die größere, ist Nord-Süd orientiert, 270 m lang, maximal 115 m breit und 58 m hoch. Im Nordwesten davon liegt der kleinere Little Rock mit 90 m Länge und 40 m Breite. Die Inseln trennt eine 80 m breite Wasserstraße. Zusammen haben sie eine Landfläche von 0,024 Quadratkilometern. Die Gardner Pinnacles erheben sich steil aus dem Meer, ein Strand oder eine Küstenebene fehlen und eine heftige Brandung erreicht die Felsen unmittelbar. Die Gipfel sind von den Exkrementen der zahlreichen Seevögel weiß gefärbt, sodass aus der Entfernung der Eindruck entsteht, sie seien schneebedeckt.
Die Gardner Pinnacles haben tropisches Seeklima. Langfristige Wetteraufzeichnungen gibt es nicht.

## Geologie

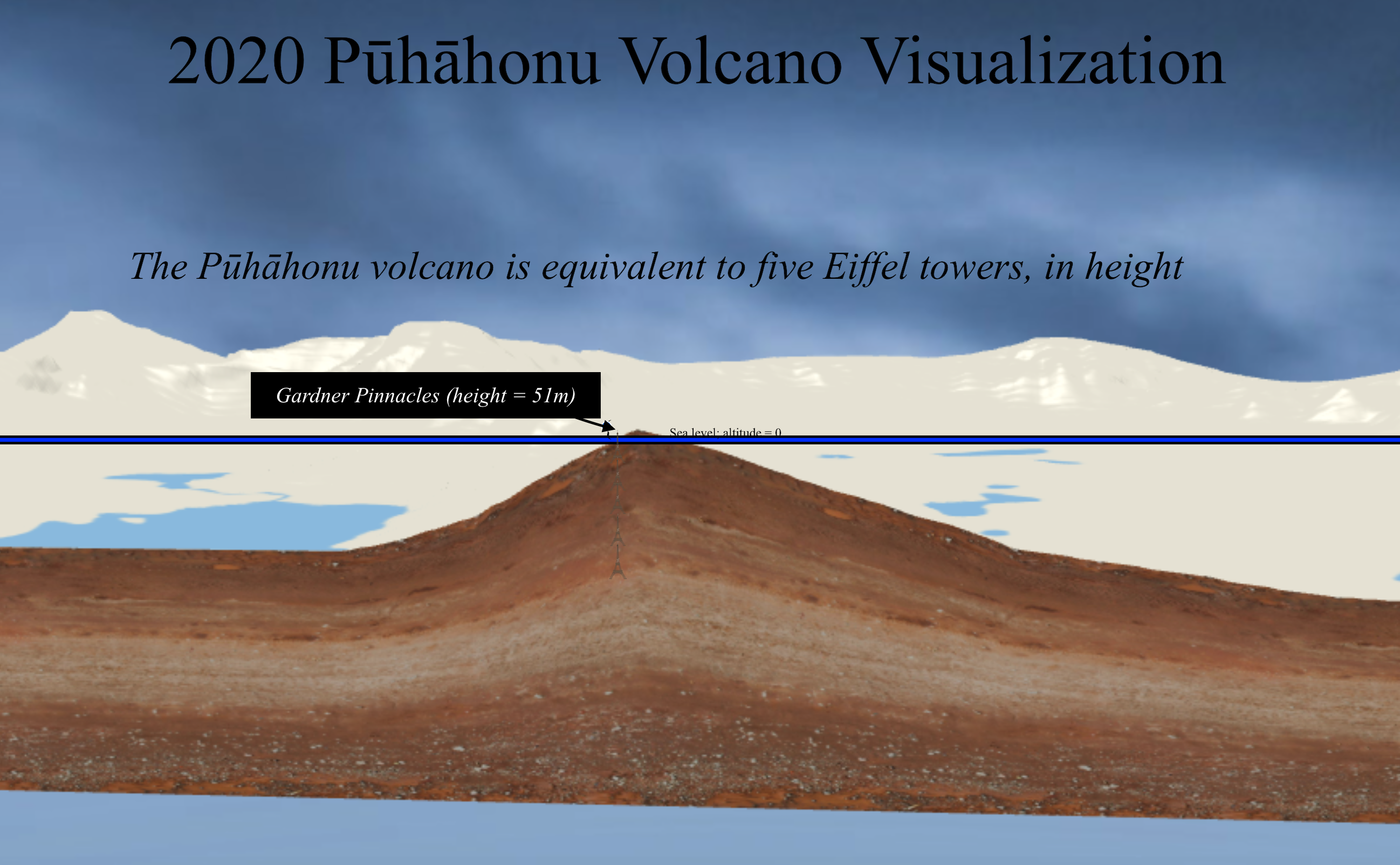
Visualisierung des Vulkan-Massivs

Bathymetrische Messungen ergaben, dass die Gardner Pinnacles einem gemeinsamen Sockel aufliegen, einem Schelf von 2 446 Quadratkilometern, das in der Regel in einer Tiefe von 25 bis 35 Metern unter dem Meeresspiegel liegt. Die Pinnacles sind die über den Meeresspiegel reichenden Überbleibsel eines stark erodierten, 12,5 bis 14,1 Millionen Jahre alten, submarinen Schildvulkans, der in 4000 m Meerestiefe verankert ist. Mit einem Volumen von 148 000 km³ dürfte der Pūhāhonu der größte Vulkan der Erde sein, größer noch als der Mauna Loa. Das Gestein der Inseln ist ein tholeiitischer und alkalischer Basalt mit häufigen Einsprenglingen von Olivin.

## Flora

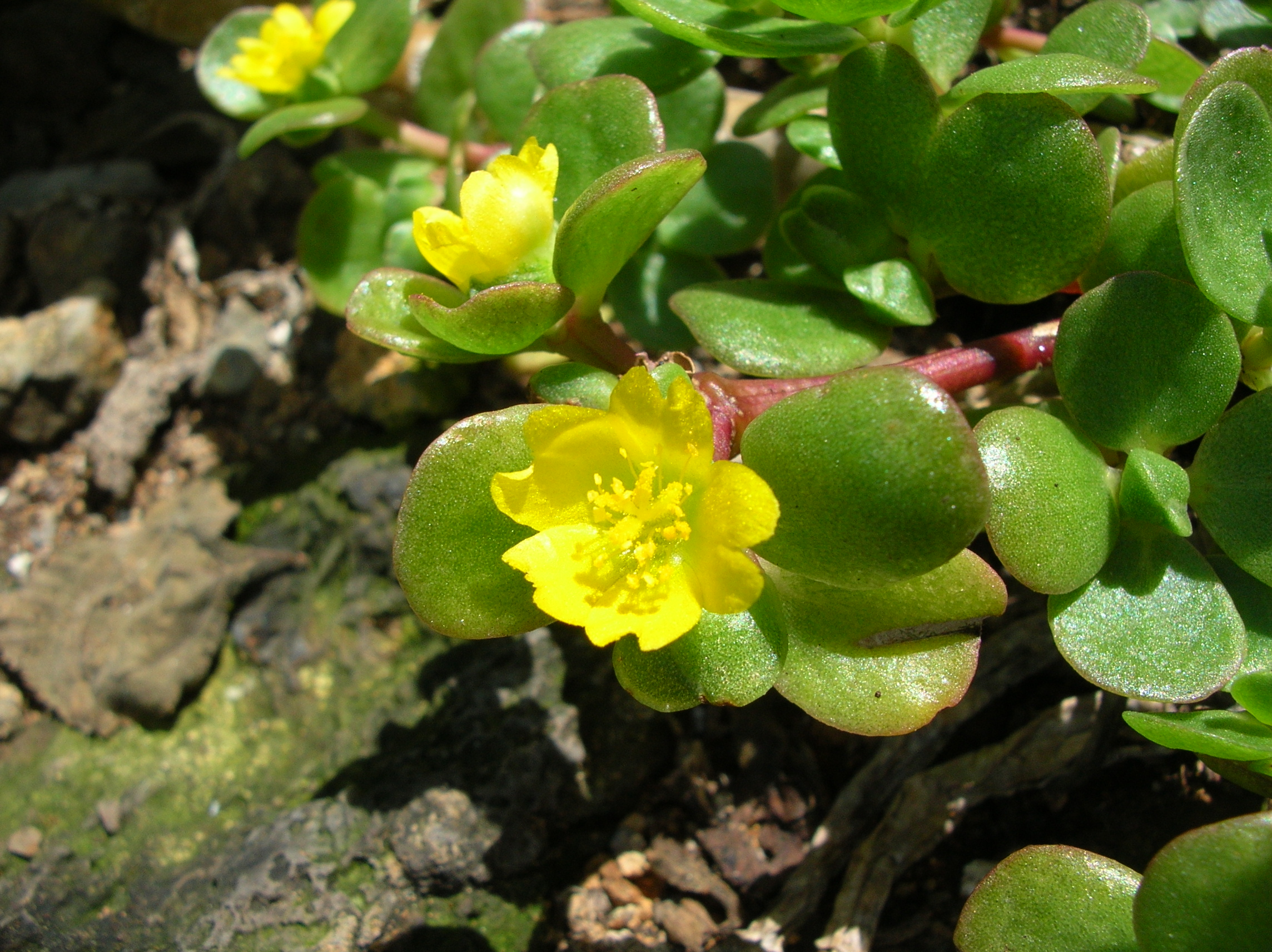
Portulaca lutea

Die spärliche Flora der Gardner Pinnacles besteht nur aus einer einzigen Pflanzenart, Portulaca lutea aus der Gattung Portulak, die in einzelnen Exemplaren in den Felsspalten wächst. Portulaca lutea ist eine salztolerante, niedrig wachsende, krautige Pflanze, die auf fast allen Inseln des Hawaii-Archipels vorkommt. Die fleischigen Blätter sind rund bis oval und rund zweieinhalb Zentimeter lang. An den Enden der Stängel öffnen sich ein bis drei gelbe Blüten.

## Fauna
Die kahlen Gipfel beherbergen eine große Anzahl von Seevögeln. Viele Arten können dort ungestört von Menschen und Prädatoren brüten, andere sind nur zeitweilige Besucher.
Die häufigsten Brutvögel sind:
- Brillenseeschwalbe (Onychoprion lunatus)
- Braunnoddi (Anous stolidus)
- Maskentölpel (Sula dactylatra)
- Rotschwanz-Tropikvogel (Phaethon rubricauda)
- Rußseeschwalbe (Onychoprion fuscatus) und Feenseeschwalbe (Gygis alba)
- Weißkappennoddi (Anous minutus) sowie Braunnoddi (Anous stolidus), seltener der
- Laysanalbatros (Phoebastria immutabilis)[8]:8 f.

Der Bindenfregattvogel (Fregata minor) ist ein häufiger Besucher, brütet jedoch mangels geeigneter Möglichkeiten nicht.:16
An den Gardner Pinnacles wird die Hawaii-Mönchsrobbe (Neomonachus schauinslandi) und die Grüne Meeresschildkröte (Chelonia mydas) häufig beobachtet.
Der Biologe Stanley P. Ball von der Tanager-Expedition stellte bereits 1926 fest, dass die kahlen Felsen eine erstaunlich artenreiche Zahl von Gliederfüßern (Arthropoda) beherbergen: Insekten, Milben, Spinnentiere, Tausendfüßer, Asseln, Silberfische und Ohrwürmer, die sich zwischen den losen Steine tummeln und von den organischen Abfällen der Vögel ernähren.

## Geschichte

### Vorgeschichte
Die Gardner Pinnacles waren höchstwahrscheinlich niemals bewohnt. Die kargen Inseln bieten keinerlei Lebensgrundlage, es gibt keine Süßwasserquellen und die steinige Oberfläche ohne Humusauflage lässt keinen Nahrungsanbau zu. Die bisherigen wissenschaftlichen Expeditionen fanden keine Artefakte, die auf Bewohner hätten schließen lassen. Dennoch dürften die Inseln den polynesischen Ureinwohnern Hawaiis bekannt gewesen sein, denn die Fischgründe in der Umgebung sind besonders ergiebig.

### Entdeckung
Die Bark Maro aus Nantucket befand sich vom 26. Oktober 1819 bis 10. Mai 1822 auf der Jagd nach Pottwalen im Pazifischen Ozean. Auf der Fahrt zu den Fanggebieten im nordwestlichen Pazifik entdeckte Kapitän Allen nach einem Zwischenaufenthalt auf der Insel Oahu am 2. Juni 1820 die auf den Karten nicht verzeichneten Gardner Pinnacles:

„On the 2nd June discovered a new Island or Rock, not laid down in any of our charts, lat. 25 3, and by a good lunar we found the longitude, when within 3 miles of the Island, to be 167 40 W. – judge it to be 150 feet high, and about one mile in circumfence. It has two detached lumps, one on the NE and the other on the SW – called Gardner´s Island.
Am 2. Juni [1820᷉] entdeckten wir eine neue Insel oder einen Felsen, der auf keiner unserer Karten verzeichnet war. Breite 25° 3‘, und bei gutem Mond[licht] fanden wir, dass der Längengrad, als wir  3 Meilen von der Insel entfernt waren, 167° 40‘ W betrug. [Wir] schätzen, dass die Insel 45 m hoch ist und einen Umfang von ungefähr 1,6 km hat. Sie hat zwei getrennte (Fels-)Brocken, einen im Nordosten und einen im Südwesten – benannt Gardners Insel.“

Allen benannte seine Neuentdeckung nach der Familie Gardner, einer bekannten und einflussreichen Familie von Walfängern, Schiffseignern und Kapitänen, nach der auf Nantucket heute noch eine Straße benannt ist.
Am 4. Januar 1826 sichtete Leutnant Hiram Paulding, Kommandant des Schoners U.S.S. Dolphin, „Ballard´s Rock“, wie er die Gardner Pinnacles nannte. Das Schiff segelte in sicherem Abstand von 90 Metern vorbei und Paulding beobachtete dichte, auffliegende Vogelschwärme sowie Robben, die sich auf den von Vogelexkrementen weiß gefärbten Felsen sonnten.
Am 27. Februar 1828 (gregorianischer Kalender, entspricht dem 15. Februar 1828 nach dem julianischen Kalender) erreichte der Marine-Leutnant Mikhail Nikolaevich Staniukovich (Михаил Николаевич Станюкович; auch Stanyukovich, Stanjukovič, Stanikowitsch) (1786–1869), Kommandant der Korvette Moller der Kaiserlich Russischen Marine, im Rahmen der zwölften russischen Weltumseglung die Gardner Pinnacles. Unter erheblichen Gefahren setzte die Mannschaft den Schiffsarzt und Naturforscher Karl Izembek (auch Carl Izenbeck, Isenbeck) mit einem Beiboot auf dem Big Rock ab. Izembek, der sich besonders für die Vögel interessierte, beobachtete und identifizierte die folgenden, dort heimischen Vogelarten:
- Wanderalbatros (Diomedea exulans) in großer Zahl
- ein Exemplar des Fregattvogels Tachypetes aquilus
- Weißschwanz-Tropikvogel (Phaethon lepturus)
- Silbermöwe (Larus argentatus)
- Rußseeschwalbe (Onychoprion fuscatus, syn. Sterna fuscata).[15]

1857 fuhr Kommodore John Paty (1807–1868) im Auftrag von König Kamehameha IV. mit dem Schoner Manuokawai in einer fünfzig Tage dauernden Rundreise durch den nordwestlichen Hawaiischen Archipel und nahm dabei Laysan, Necker Island, Lisianski und die Gardner Pinnacles für das Königreich Hawaiʻi in Besitz. Paty beschrieb die Insel, obwohl er sie nicht betreten hat, und erwähnte die Reichhaltigkeit der Fischgründe in den umgebenden Gewässern.
Zwei Jahre später, am 10. Januar 1859, verifizierte Leutnant Brooke von der U.S.S. Fenimore Cooper die Position der Pinnacles mit 25° 01ʼ Nord, 167° 59ʼ West und ermittelte eine Höhe der Felsen von 52 m (170 ft.). Er hat die Insel nicht betreten.
1890 beorderte Walter Rothschild, Bankier und Vogelkundler, seinen Mitarbeiter Henry Charles Palmer (1866–1920) zu den Hawaii-Inseln, um Spezimen für sein privates ornithologisches naturhistorisches Museum zu sammeln. Palmer verbrachte zwei Jahre auf mehreren Inseln und sandte zweitausend Eier, Federn und Bälge von zum Teil inzwischen ausgestorbenen Vögeln nach England. Der Schoner Kaalokai, Captain Walker, segelte am 22. Mai 1891 mit Palmer als Passagier von Honolulu ab und am Nachmittag des 9. Juni 1891 kam „Gardiner Island“ in Sicht. Eine Landung war wegen schlechter Witterung und der heftigen Brandung ausgeschlossen, sodass die Kaalokai die Insel nur umrunden konnte. Walker ließ einen Kanonenschuss abgeben und tausende von Vögeln flogen auf. Palmer identifizierte aber nur zwei Arten: Brillenseeschwalbe (Onychoprion lunatus) und Feenseeschwalbe (Gygis alba).

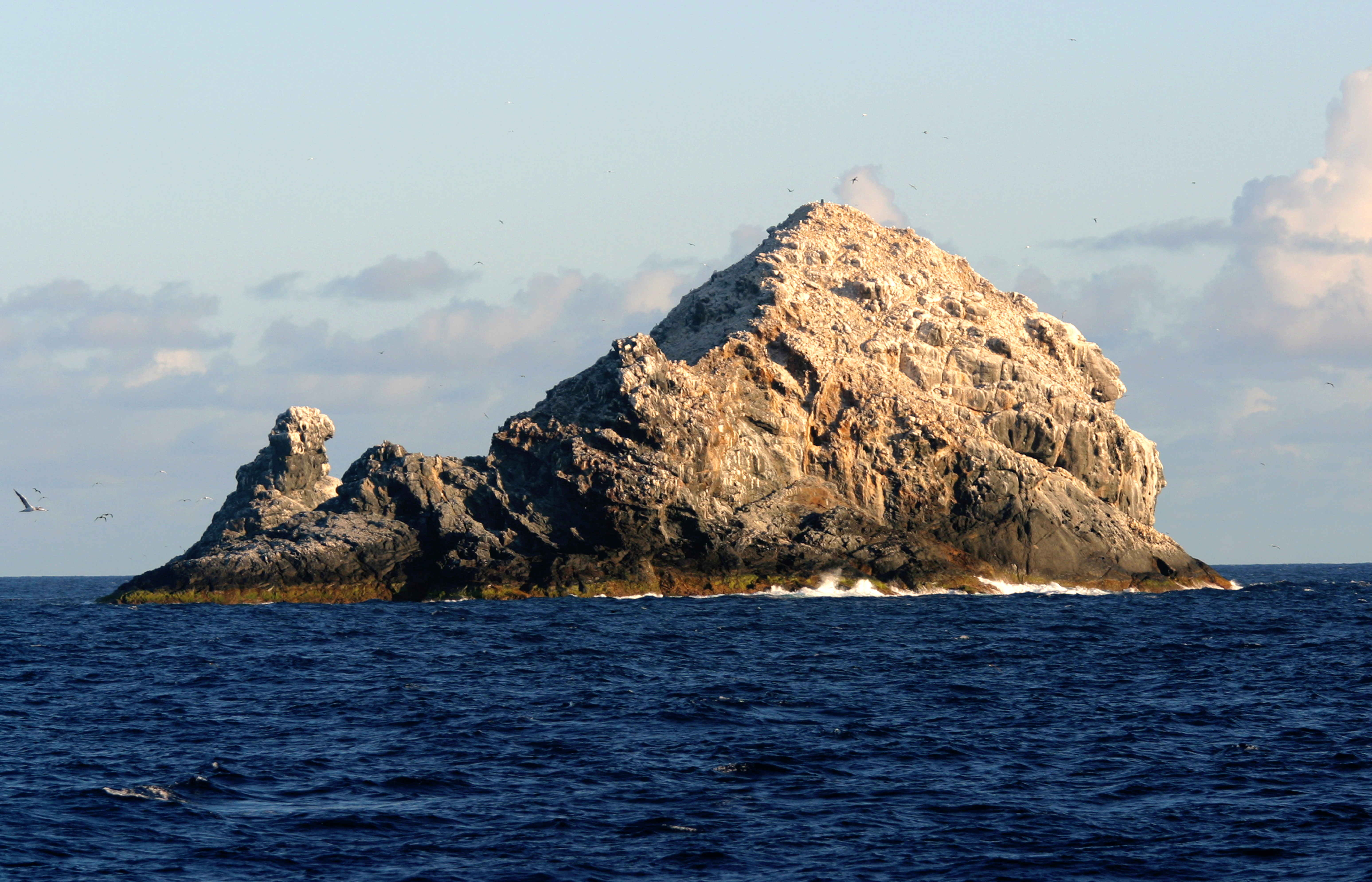
Gardner Pinnacles, Big Rock

1898 hatten die Vereinigten Staaten Hawaii annektiert. Am 3. Februar 1909 stellte Präsident Theodore Roosevelt die nordwestlichen, unbewohnten Hawaii-Inseln und Riffe, darunter auch die Gardner Pinnacles, als „Hawaiian Islands Bird Reservation“ unter Schutz, um das Wildern von Seevögeln zu unterbinden. Franklin D. Roosevelt unterzeichnete am 25. Juli 1940 die „Presidential Proclamation No. 2416“, mit der er den Schutz auf alle Wildtiere erweiterte und den Namen des Reservats in „Hawaiian Islands National Wildlife Refuge“ änderte.
Im Jahr 1961 waren die Gardner Pinnacles Ziel einer geheimen Operation des US-Militärs zur Installation einer HIRAN-Antenne auf einer der nordwestlichen Hawaii-Inseln. Das Landungsschiff U.S.S. Duval County (LST-758), ausgerüstet mit einem Bordhubschrauber, erreichte die Gardner Pinnacles im März 1961. Ein Kommandotrupp wurde auf dem Big Rock abgesetzt, der mit Sprengstoff die Spitze einebnete, um einen Hubschrauberlandeplatz einzurichten.:6 Die HIRAN-Station wurde jedoch nicht auf den Gardner Pinnacles, sondern später auf den French Frigate Shoals gebaut.

### Wissenschaftler
Die erste bedeutende, biologische Forschungsreise zu den Gardner Pinnacles war die Tanager-Expedition von 1923, im Rahmen derer alle nordwestlichen Hawaii-Inseln erkundet wurden. Es war ein Gemeinschaftsunternehmen, organisiert und betreut vom U.S. Biological Survey und dem Bishop Museum in Honolulu. Logistische Unterstützung leistete die US Navy, die das Minensuchboot U.S.S. Tanager (AM-5) zur Verfügung stellte. Das Schiff erreichte die Insel Gardner am Abend des 21. Mai 1923, konnte jedoch erst am nächsten Morgen acht Wissenschaftler verschiedener Disziplinen an Land bringen, die bis Mittag auf der Insel blieben. Trotz ihres kurzen Aufenthalts sammelten sie eine Vielfalt an Spezimen: Fische, Wirbellose, Arthropoda, Algen und ein Exemplar der einzigen vorhandenen Gefäßpflanze Portulaca lutea sowie 22 Meeresvögel.
Das Pacific Ocean Biological Survey Program (POBSP) der Smithsonian Institution hatte sich die Erforschung der abgelegenen pazifischen Inseln zur Aufgabe gemacht. Zwei Expeditionen des POBSP kamen auch zu den Gardiner Pinnacles. Am 16. Juni 1963 erreichte ein Forschungsteam mit dem Ozeanschlepper U.S.S. Tawakoni (ATF-114) die Gardner Pinnacles. Der Ornithologe Fred C. Sibley und der Arachnologe A. Binion Amerson landeten mit dem Beiboot am Südzipfel des Big Rock und verbrachten acht Stunden mit dem Studium der Avifauna und der Sammlung von Belegexemplaren der vorgefundenen Gliederfüßer. Sie registrierten 15 Arten von Seevögel, davon 11 brütende.:4
Am 1. Juni 1969 suchte eine weitere Forschungsgruppe des POBSP und des US Fish and Wildlife Service (USFWS) unter der Leitung des Biologen und Geografen David L. Olsen die Gardner Pinnacles auf. Die Wissenschaftler kamen mit der RV Mahi, einem zum  Forschungsschiff umgebauten Minensuchboot der US Navy. Sie blieben nur vier Stunden, hauptsächlich zur Erforschung des reichhaltigen Fischbestandes in den umgebenden Gewässern.:5

## Verwaltung
Die Gardner Pinnacles gehören zur City and County of Honolulu im US-Bundesstaat Hawaii. Wie die anderen unbewohnten nordwestlichen Hawaii-Inseln sind sie Teil des Papahānaumokuākea Marine National Monuments, des größten Meeresschutzgebietes der Erde. Dessen Verwaltung liegt in der Verantwortung von vier Treuhändern: dem Bundesstaat Hawaii, dem USFWS, der National Oceanic and Atmospheric Administration (NOAA) und dem Office of Hawaiian Affairs (OHA), einer selbstverwalteten Körperschaft des Staates Hawaii.
Die Gardner Pinnacles sind unbewohnt. Es gibt keine Verkehrsverbindungen dorthin und das Betreten bedarf der Erlaubnis, die nur für wissenschaftliche Zwecke erteilt wird. Das Anlanden ist wegen der Steilküste und der heftigen Brandung gefährlich, oft unmöglich.

## Name
Der amtliche Name der Insel ist „Gardner Pinnacles“. Anlässlich einer in den letzten Jahren entstandenen Bewegung zur Erhaltung und Erneuerung traditioneller hawaiischer Kultur beabsichtigt man die Wiedereinführung der mündlich tradierten, „alten“ Inselnamen. Für die Gardner Pinnacles sind zwei hawaiische Namen bekannt, die als traditionell gelten: Ōnūnui oder Ununui und Pūhāhonu.
Unu bezeichnet einen Altar innerhalb eines Heiau, einer hawaiischen Tempelanlage. Nui ist das polynesische Verb für groß. Ōnūnui oder Ununnui ist nach den Legenden Hawaiis eine Insel jenseits von Nihoa, deren Name sich etwa mit „großer Altar in einem Tempel“ übersetzen lässt.
In zahlreichen Fällen wurden mündlich überlieferte Ortsnamen falsch geschrieben, sodass sich ihre Bedeutung veränderte. Daher erhielt das Hawaiian Language Lexicon Committee (Kōmike Huaʻōlelo) der University of Hawaiʻi at Hilo 2017 den Auftrag, traditionelle Namen für die Hawaii-Inseln festzulegen. Das Komitee, bestehend aus meist älteren, hawaiianischen Muttersprachlern, wurde 1987 gegründet, um Wörter für Begriffe zu finden, die den Ureinwohnern unbekannt waren. Die Ausschussmitglieder einigten sich auf den einheimischen Namen Pūhāhonu für die Gardner Pinnacles. Diese Nominalphrase beschreibt eine Schildkröte, die auftaucht, um Luft zu holen, was auf das häufige Vorkommen von Meeresschildkröten in der Umgebung hindeutet.
Findlay´s Directory for the Navigation of the North Pacific Ocean verzeichnet zwei weitere Namen für die Gardner Pinnacles: Man of War Rock sowie Pollard Rock oder Polland Island. Der Name Man of War Rock (Kriegsschiff-Fels) auf älteren Karten beruht wahrscheinlich auf einer Verwechslung mit den French Frigate Shoals. Am 11. Februar 1823 strandete das Walfangschiff Two Brothers unter Kapitän George Pollard aus Nantucket an einem Korallenriff bei 24° Nord und 168° West. Das bis dahin unbekannte Riff erhielt den Namen Pollard Reef oder Pollard Island und man vermutete es bei den Gardner Pinnacles. Erst 2008 identifizierten Marinearchäologen die Untergangsstelle bei den French Frigate Shoals.